# Wessbecher-Gletscher
Der Wessbecher-Gletscher ist ein Gletscher im westantarktischen Ellsworthland. Er fließt zwischen dem Wilson Peak und dem Marze Peak am südlichen Ende der Sentinel Range des Ellsworthgebirges.
Der United States Geological Survey kartierte ihn anhand eigener Vermessungen und mithilfe von Luftaufnahmen der United States Navy zwischen 1957 und 1959. Das Advisory Committee on Antarctic Names benannte ihn 1961 nach Howard Otto Wessbecher (* 1925), Mitglied der Wintermannschaft auf der McMurdo-Station im Jahr 1956 und Logistiker für die Errichtung der Südpolstation im selben Jahr.